# توم آدامز (مسير أعمال)
توم آدامز (بالإنجليزية: Tom Adams)‏ هو مسير أعمال أمريكي، ولد في 1972 في ستوكهولم في السويد.

## النشأة والتعليم
نشأ آدامز في السويد وفرنسا قبل أن ينتقل إلى إنجلترا في سن العاشرة مع والديه. وهو حاصل على درجة البكالوريوس مع مرتبة الشرف من جامعة بريستول بالمملكة المتحدة وماجستير إدارة الأعمال من إنسياد في فونتينبلو بفرنسا.

## المسيرة المهنية
في العشرينيات من عمره، عمل آدامز كتاجر سلع للنحاس في ترافيجورا، مما جعله يعيش في منغوليا لست سنوات، ويسافر إلى الفلبين والصين وسلوفاكيا وجمهورية الكونغو الديمقراطية. عاش أيضًا في سويسرا والصين قبل أن ينتقل إلى هاريسونبرج بولاية فيرجينيا في الولايات المتحدة عام 2003.
بعد التخرج من كلية إدارة الأعمال ، التقى آدامز بقادة شركة التقنية التعليمية Rosetta Stone (وقتذاك كانت تسمى Fairfield & Sons Ltd.) وفي فبراير 2003 أصبح الرئيس التنفيذي للشركة. تم طرح الشركة للاكتتاب العام في عام 2009، وتُركت الشركة لصندوق التحوط بريدج ووتر اسوشيتس في عام 2013.
فاز آدامز بجائزة إرنست ويونغ لرائد الأعمال للعام 2009.
كان رئيس ومؤسس Workaround، وهي حاضنة تقنية مقرها واشنطن العاصمة؛ أيضًا هو المؤسس المشارك ورئيس مجلس إدارة Pedago، وهي شركة تكنولوجيا تعليمية؛ ومؤسس ورئيس مجلس إدارة Bizy، شركة تكنولوجيا إدارة الأعمال.